# Фьюнерал-дум-метал
Фьюнерал-дум-метал (англ. funeral doom metal, рус. похоронный дум метал) — поджанр дум-метала, вышедший, однако, не столько из дума, сколько из дэт-дум-метала. Коллективы, играющие в этом стиле, замедлили и без того медленный темп death/doom, сделав акцент на чувстве обречённости и отчаяния, выражаемом и музыкой и лирикой. Стиль зародился в творчестве групп Thergothon, Esoteric, и Skepticism. Среди современных исполнителей фьюнерал-дума наиболее известны Shape of Despair, Evoken, Pantheist, Mournful Congregation, Dreams After Death.

## Характеристики

### Инструменты
К классической основе метала, то есть к гитаре, басу и ударным, практически всегда прибавляются клавишные. Также используются очень низкие гитарные строи, что, вкупе с эмбиентом, помогает создать довольно искажённый звук, который в то же время подчёркивает мрачность жанра и акцент на чувстве страха и отчаяния. Обязательными для данного стиля являются медленный темп, протяжные соло и вокал, сочетающий в себе эмоциональность и отстранённость, делающий ставку на экспрессивность. Все это способствует тому, что большинство композиций, написанных в стиле фьюнерал-дум-метал, достаточно длинные по времени.

### Вокал
Зачастую в данном стиле вокал не является ведущей партией и служит дополнением к музыке. Наиболее часто используемым типом вокала является гроулинг. Впрочем, встречаются группы и с чистым, а порой и женским вокалом, такие, как группа Totem.

## Распространение
Несмотря на то, что стиль был и остаётся андеграундным жанром, группы, исполняющие его, можно встретить в очень многих странах. Наибольшее признание стиль получил в скандинавских странах Финляндии и Норвегии. Однако «ареал» фьюнерал-дума простирается гораздо дальше. За пределами Европы яркими представителями данного жанра являются японцы Funeral Moth, а также бразильский коллектив HellLight. Некоторое, хотя и не столь широкое, признание стиль получил и в России. Московская группа «Вой» в 1990 году выпустила EP «Кругами вечности», ставший первым релизом в жанре фьюнерал-дум метал.